# Sant’Angelo Limosano

Serpentine in Sant’Angelo Limosano

Sant’Angelo Limosano ist eine Gemeinde (comune) in der italienischen Region Molise und der Provinz Campobasso. Die Gemeinde liegt in den Apenninen etwa 15,5 Kilometer nordnordwestlich von Campobasso und hat 299 Einwohner (Stand 31. Dezember 2023).

## Berühmte Söhne der Stadt
Coelestin V. (bürgerlich Pietro del Morrone, Petrus de Murrone oder Pietro Angelari) (um 1209/1210–1296), Eremit, Gründer des Cölestinerordens